# Max Gemminger
Max Gemminger, född 23 januari 1820 i München, död 18 april 1887 i München, var en tysk entomolog som var specialiserad på skalbaggar. Tillsammans med Edgar von Harold skrev han Catalogus coleopterorum hucusque descriptorum synonymicus et systematicus.
Auktorsnamnet Gemminger kan användas för Max Gemminger i samband med ett vetenskapligt namn inom zoologin; se Wikipedia-artiklar som länkar till auktorsnamnet.